# Lista amerykańskich okrętów nazwanych po kobietach
Wiele okrętów, których nazwa pochodzi od kobiet, służyło jako jednostki bojowe – część brało udział w walkach. Dużo z nich to jednostki, których nazwa została nadana gdy były jeszcze statkami cywilnymi i została zachowana, gdy weszły do służby w United States Navy.
Kilka okrętów zostało nazwanych od kobiet przez wojsko. Nazwy okrętów często pochodziły od osób, które służyły w Marynarce, albo służyły dla rządu amerykańskiego. Kobiety rzadko zajmowały prominentne stanowiska i dlatego tak mało zostało uhonorowanych przez Marynarkę.
Zobacz też listę okrętów United States Navy.

## Wczesne okręty
Kanonierka "Lady Washington" została przyjęta do służby w 1776 roku i była pierwszym amerykańskim uzbrojonym okrętem, którego nazwa pochodziła od kobiety. Była galerą wiosłową, małą drewnianą kanonierką rzeczną, zbudowaną w 1776 przez stan Nowy Jork do obrony Rzeki Hudson. Okręt został nazwany od Marty Washington. Pozostał w aktywnej służbie pod dowództwem generała Waszyngtona do czerwca 1777.
Bocznokołowy parowiec "Harriet Lane" został zwodowany w 1857 roku. Był pierwszym uzbrojonym okrętem U.S. Navy, którego nazwa pochodziła od kobiety. Zbudowany jako kuter celny, został nazwany od Harriet Lane bratanicy prezydenta Jamesa Buchanana, która służyła jako hostessa podczas przebywania Buchanana w Białym domu. Okręt został przekazany Marynarce w 1858 i później zwrócony do Revenue Cutter Service. Ponownie został przejęty przez Marynarkę kiedy wybuchła wojna secesyjna. Został przejęty przez konfederatów w Galveston (Texas) w styczniu 1863. Nie wrócił do US Navy do zakończenia wojny.
Parowiec rzeczny "Bloomer" został zwodowany w 1856. Został nazwany od feministki Amelii Bloomer. "Bloomer" został przejęty od konfederatów w 1862 i służył w US Navy w latach 1863-65.
Holownik portowy "Sacagawea" (YT-241) był pierwszą próbą (w roku 1942) nadania przez Komisję Morską nazwy pochodzącej od kobiety okrętowi. Został nazwany od Sacagawea, kobiety ze szczepu Shoshone. Nazwa została przyznana holownikowi przez Komisję Morską z przeznaczeniem okrętu do służby w Marynarce, ale okręt wszedł do służby w Marynarce.

## Okręty nazwane przez United States Navy
Holownik portowy "Pocahontas" (YT-266), 1942, został nazwany od Pocahontas.
USS Victoria (AO-46) (ex- USS George G. Henry (SP-1560)) 
Piec transportowców zostało nazwanych w 1942:
- USS "Dorothea L. Dix" (AP-67), został nazwany od Dorothei Dix
- USS "Elizabeth C. Stanton" (AP-69), został nazwany od Elizabeth C. Stanton
- USS "Florence Nightingale" (AP-70), został nazwany od Florence Nightingale
- USS "Lyon" (AP-71), został nazwany od Mary Lyon(inne języki)
- USS "Susan B. Anthony" (AP-72), został nazwany od Susan B. Anthony

Holownik portowy "Sacagawea" (YT-326) (późniejsze oznaczenie YTM-326) 
służył w porcie w Charleston w latach 1942 - 1945.
Holownik portowy "Watseka" (YT-387) został nazwany od kobiety ze szczepu Potawatomi.
Niszczyciel typu Gearing USS "Higbee" (DD-806). Nazwany od Lenah Higbee, superintendenta Korpusu Pielęgniarskiego US Navy w latach 1911- 1922. Okręt służył w eskorcie szybkich lotniskowców. Był pierwszym okrętem US Navy, którego stępka została położona, został ochrzczony i włączony do służby pod nazwą kobiety, która służyła w US Navy i pierwszym okrętem z nazwą pochodzącą od kobiety, który uczestniczył w walkach.
Niszczyciel rakietowy typu Arleigh Burke USS "Hopper" (DDG-70) został zbudowany i włączony do służby w stoczni Bath Iron Works w Bath w stanie Maine. Okręt został nazwany od kontradmirał Grace Murray Hopper, pionierki technologii komputerowych, która wprowadziła Marynarkę w erę cyfrową. 
Nazwa okrętu "Roosevelt" (DDG-80) wywodzi się zarówno od Franklina Delano Roosevelta jak i Eleanor Roosevelt.
Okręt zaopatrzeniowy USNS "Sacagawea" (T-AKE-2) został zapowiedziany w 2000 roku. Jest drugim okrętem w nowym typie okrętów zaopatrzeniowych.
Naukowy okręt oceanograficzny USNS "Mary Sears" (T-AGS-65) został wodowany w październiku 2000 i pozostaje nadal w aktywnej służbie (stan na rok 2005). Został nazwany od komandor porucznik Mary Sears (oceanografka).
Należy zauważyć, że nazwa Shenandoah jest słowem oznaczającym w języku indiańskim "Córka gwiazd", sterowiec Marynarki USS "Shenandoah" (ZR-1), tak jak inne okręty o tej nazwie został nazwany od rzeki Shenandoah znajdującej się w Wirginii.

## Inne okręty o kobiecych nazwach
Wiele z tych okrętów służyło w jednej, albo obu wojnach światowych, inne także w czasach międzywojennych. Wiele nazw przeszło od poprzedniego właściciela, od którego jednostkę przejęła US Navy. 
(niekompletna lista)
- USS "Marie" (SP-100)
- USS "Miss Betsy" (SP-151)
- USS "Lady Anne" (SP-154)
- USS "Emeline" (SP-175)
- USS "Marguerite" (SP-193)
- USS "Lady Mary" (SP-212)
- USS "Edithia" (SP-214) (później YP-214 "Edithia")
- USS "Katherine K." (SP-220)
- USS "Ellen" (SP-284)
- USS "Mary Pope" (SP-291)
- USS "Margaret" (SP-328)
- USS "Alice" (SP-367)
- USS "Mary Alice" (SP-397)
- USS "Guinevere" (SP-512)
- USS "Nightingale" (SP-523)
- USS "Margaret" (SP-524)
- USS "Margaret" (SP-527)
- USS "Margaret" (SP-531)
- USS "Estella" (SP-537)
- USS "Bonita" (SP-540)
- USS "Empress" (SP-569)
- USS "Betty M. II" (SP-623)
- USS "Joy" (SP-643)
- USS "Lady Betty" (SP-661)
- USS "Katie" (SP-660)
- USS "Lady Betty" (SP-661)
- USS "Mary B. Garner" (SP-682)
- USS "Annie E. Gallup" (SP-694)
- USS "Katherine" (SP-715)
- USS "Sister" (SP-822)
- USS "Josephine" (SP-913)
- USS "Lady Thorne" (SP-962)
- USS "Elizabeth" (SP-972)
- USS "Isabela" (SP-1035)
- USS "Elizabeth" (SP-1092)
- USS "Katrina" (SP-1144)
- USS "Jane II" (SP-1188)
- USS "Maggie" (SP-1202)
- USS "Margaret Anderson" (SP-1203)
- USS "Annabelle" (SP-1206)
- USS "Ellen" (SP-1209)
- USS "Lucielle Ross" (SP-1211)
- USS "Josephine" (SP-1243)
- USS "Marie" (SP-1260)
- USS "Jeanette Skinner" (SP-1321)
- USS "Eliza Hayward" (SP-1414)
- USS "Anna B. Smith" (ID-1458)
- USS "Nellie Jackson" (SP-1459)
- USS "Miss Toledo" (SP-1711)
- USS "Anna O'Boyle" (ID-1736)
- USS "Bessie" (SP-1755)
- USS "Bessie J." (SP-1919)
- USS "Joanna" (SP-1963)
- USS "Laura Reed" (SP-2009)
- USS "Bella" (ID-2211)
- USS "Princess Matioka" (SP-2290)
- USS "Annie B. Embry" (ID-2401)
- USS "Julia Luckenbach" (SP-2407)
- USS "Elinor" (SP-2465)
- USS "Margaret" (SP-2510)
- USS "Luella" (ID-2691)
- USS "Clare" (SP-2774)
- USS "Katrina Luckenbach" (SP-3020)
- USS "Sara Thompson" (ID-3148) później przeklasyfikowany na AO-8
- USS "Katherine W. Cullen" (SP-3223)
- USS "Mary M" (SP-3274)
- USS "Betty Jane I" (SP-3458)